# Express (Unternehmen)
Express ist ein US-amerikanisches Modeunternehmen. Die Kleidung von Express wird in unternehmenseigenen Design-Studio in der Fifth Avenue in Manhattans Flatiron District entworfen. Das Unternehmen betreibt 635 eigene Geschäfte in den Vereinigten Staaten und Puerto Rico. Über Franchises werden weitere insgesamt 17 Märkte in Mexico, Costa Rica, Panama, El Salvador und Guatemala betrieben.

## Geschichte
1980 wurde das erste Geschäft unter der Marke Limited-Express von Limited Brands in Chicago eröffnet. Damals vor allem auf Damenmode spezialisiert. Bis Mitte der 1980er wurden über 250 Geschäfte eröffnet und das Sortiment auch auf Herrenmode ausgedehnt. 2007 wurde die bisherige Marke Express in ein Unternehmen, die Express Parent LLC, umgewandelt und zu 67 % an das Private-Equity-Unternehmen Golden Gate Capital verkauft. Nach Ende der Transaktion besaß Golden Gate Capital insgesamt 75 % der Express-Anteile. Im Mai 2010 wurde das Unternehmen an die Börse gebracht. 2011 verkaufte Limited Brands seine restlichen Anteile an Express, seit 2012 hält auch Golden Gate Capital keine Anteile mehr.